# Сражение при Боймица (1923)
Битката при Боймица е сражение между четата на Вътрешната македонска революционна организация на Стоян Мандалов и гръцки войски от април 1923 година.
През април 1923 година чета от 12 души на възстановената ВМРО под командването на войводата Стоян Стефанов Мандалов се сражава при Боймица 6 часа с гръцка жандармерия и войска. Двама от българските четници се самоубиват, за да не бъдат пленени живи, а останалите си пробиват път през блокадата. От гръцка страна падат шестима убити. След сражението гръцка войска и жандармерия претърсват всички околни български села къща по къща, за да открият изчезналата българска чета. Над 230 българи, мъже и жени, са арестувани и хвърлени в затворите, но гръцките власти не откриват следите на четниците.